# Белорусская национал-социалистическая партия
Белору́сская национа́л-социалисти́ческая па́ртия (БНСП) (бел. Беларуская нацыянал-сацыялістычная партыя) — белорусская националистическая организация, действовавшая в период с 1933 по 1943. Идеологически была близка к германскому национал-социализму.

## История

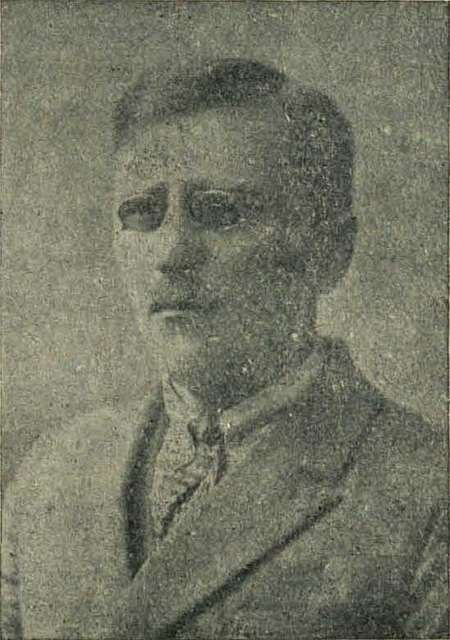
Фабиан Иванович Акинчиц, 1926

### 1933 год
БНСП была основана в 1933 г. Руководителем её был избран Фабиан Акинчиц, у истоков партии стояли также Владислав Козловский, Альбин Степович, Павел Арцишевкий, Левон Дубейковский, Константин Южневич, Алексей Пецукевич и Антон Сапко. Партией издавалась газета «Новы шлях», редактором которой был Владислав Козловский.
Изначально партия ориентировалась на гитлеровскую Германию и связывала с ней свои надежды на будущее. Главным врагом члены партии считали евреев и большевиков, возглавляющих Советский Союз. В своей статье «Жиды в Белоруссии» Фабиан Акинчиц писал, что евреи долго угнетали европейские народы, но теперь эти народы восстают вслед за Германией, закладывая основы «новой Европы».
Руководство партии активно распространяло свои идеи и стремилось к созданию широкой сети местных отделений. В 1937 году немногочисленная партия (около 500 членов) была запрещена польскими властями и часть её членов во главе с Акинчицем эмигрировала в 1938 г. в Германию, где Акинчиц возглавил белорусское бюро немецкого Министерства пропаганды. В 1940 г. БНСП во главе с Козловским нелегально действовала в районе Вильнюса.

### 1941—1945
Сразу после нападения Германии на СССР, в июле 1941 года, Козловский пытался легализовать деятельность партии, но это встретило сопротивление Альфреда Розенберга, руководившего оккупированными восточными территориями, который полагал, что Немецкой национал-социалистической рабочей партии (НСДАП) вполне достаточно для выражения всех и любых чаяний кого бы то ни было. Таким образом, БНСП осталась в подполье.
Акинчицем, имевшим определенное влияние, предпринимались активные шаги в первую очередь по освобождению военнопленных из числа белорусов. В частности, из них вербовались агитаторы, которые затем направлялись в белорусскую глубинку для агитации среди населения. Всего было осуществлено четыре выпуска агитаторов, насчитывавших около 70 человек, среди них, в частности, был Михаил Ганько, будущий руководитель Союза Белорусской Молодёжи. К этому времени членами партии были около 2.000 человек, хотя реальных активистов из них были не более нескольких сотен. Акинчиц также предпринимал безуспешные попытки захватить власть в округе.
В марте 1943 года Акинчиц был убит. По некоторым данным, это могло быть сделано активистами Белорусской независимой партии в качестве мести за донос Акинчица на Винцента Годлевского, который был арестован немцами и казнён в 1942 г. В ноябре того же года белорусскими партизанами был убит Козловский. Со вступлением Ганько в Белорусскую партию независимости в начале 1945 года, БНСП прекратила своё существование.